# 중의원
중의원(일본어: 衆議院 슈기인[*], 영어: House of Representatives)은 일본의 국회를 구성하는 양원 중의 하나로 하원에 해당한다. 일본 제국 헌법이 시행되었을 때에는 귀족원과 함께 제국의회를 구성하였고, 1947년에 현행 일본국 헌법이 시행된 후 참의원과 함께 국회를 구성하고 있다.

## 일본국 헌법의 중의원

### 선거권
- 선거권 : 18세 이상의 일본 국민 (일본 공직선거법 제9조, 2016년 6월 19일 : 20세 이상 → 18세 이상[1])
- 피선거권 : 25세 이상의 일본 국민

### 임기
임기는 4년이다. 다만 중의원 해산시에는 임기가 만료되기 전에 의원의 자격을 상실한다.

### 지위
- 참의원과의 차이점

중의원의 임기는 참의원의 임기(6년)보다 짧고, 중의원은 임기 중에 해산될 수도 있다. 따라서 참의원에 비해 보다 충실한 민의의 반영을 구현할 수 있으므로 참의원에 대해 우월적인 지위에 서게 된다.
헌법에서는 예산안의 의결, 조약의 승인, 내각총리대신의 지명에서 참의원보다 우월하다고 규정한다. 또한 중의원만 내각 신임 결의권과 내각 불신임 결의권을 가지며, 예산을 우선 심의할 수 있는 권한을 갖는다. 다만 헌법 개정에서의 우월권은 없다.
- 내각과의 관계

내각은 중의원을 해산할 수 있다. 그러나 중의원에서 내각 불신임을 결의하거나 내각 신임을 부결하는 경우에는, 10일 이내에 중의원을 해산하지 않는 한 총사직 해야한다.

### 의원의 선출 방법
선거 방식은 소선거구와 비례대표 병립제를 채택하고 있다. 소선거구와 비례대표의 중복 입후보도 가능하다. 1993년의 선거까지는 중선거구제로 치러졌다.

### 의원 정수
의원 정수는 공직선거법 제4조 1항에서 규정하고 있다.
일본국 헌법에 의해 처음 소집된 제1회 국회는 제92회 제국의회에서 새 헌법을 감안하여 개정한 중의원의원선거법(1947년 3월 31일 공포)에 근거하여 시행된 제22회 총선거에서 선출된 의원으로 구성되었다. 해당 선거는 중선거구제로 총 의원 466명을 선출하였다.
1950년에 중의원의원선거법을 폐지하고 신설된 공직선거법에서도 의원 정수는 466명으로 규정되었다. 1953년에는 아마미 군도의 복귀로 1명이 증가한 467명, 1964년에는 19명이 증가한 486명, 1971년에는 오키나와의 반환으로 5명이 증가한 491명, 1975년에는 20명이 증가한 511명으로 증원되었다. 의원 정수의 증가는 산업 구조의 변화로 인해 도시지역으로 인구가 집중되었으므로 투표 가치의 불평등이 문제로 부각되었기 때문이기도 하지만, 증원의 배경에는 의원 정수의 감축으로 현직 의원이 의원직을 상실하는 것을 막고 여당에게 불리하게 변경되지 않도록 하려는 의도가 있었다.
1983년에는 선거구 인구 최대격차가 3 대 1 이상일 때는 헌법 제14조에 위반한다는 최고재판소의 판결이 있었고, 그 영향으로 1986년에는 인구가 적은 선거구 7개를 줄이고 인구가 많은 선거구에서 8개를 늘려 512명이 되었으며, 1992년에 다시 인구가 적은 선거구 10개를 줄이고 인구가 많은 선거구에서 9개를 늘려 511명이 되었다.
이른바 정치 개혁에 따라 1996년 총선거부터 중선거구제를 버리고 현재와 같이 소선거구와 비례대표 병립제를 채택하였고, 의원 정수를 11명 줄여 500명(지역구 300명, 비례대표 200명)으로 감축하였다. 2000년에는 비례대표를 20명 줄여 의원 정수가 480명(지역구 300명, 비례대표 180명)이 되었다.
일본 최고재판소는 2013년 11월 20일 인구 최대편차가 2.43대 1이었던 2012년 중의원 선거의 선거구에 대해 '위헌 상태'라고 판결하였는데, 2011년에도 인구 최대편차가 2.3대 1이었던 2009년 중의원 선거의 선거구에 대해 '위헌상태'라고 판결한 바 있었다. 이에 따라 일본 국회는 2012년 중의원 선거 1개월 전에 인구가 적은 선거구 5개를 줄이는 것을 내용으로 공직선거법을 개정하였으나, 정작 2012년 중의원 선거에는 적용하지 않아 2009년보다 2012년에 선거구의 인구편차가 더 커졌다. 2014년 중의원 선거는 2012년 개정된 공직선거법에 따라 인구 최대편차 2.13대 1로 475명(지역구 295명, 비례대표 180명)을 선출하였는데, 2015년 11월 25일 일본 최고재판소는 이에 대해서도 인구 최대편차가 커서 '위헌 상태'라고 판결하였다.
잇딴 위헌 판결에 따라 2017년 6월에 공직선거법을 개정하여 선거구 인구 최대편차를 1.999 대 1로 하면서, 같은 해 실시된 제48회 중의원의원 총선거부터 지역구 6명 등 의원 정수를 총 10명 줄여 465명(지역구 289명, 비례대표 176명)으로 하였다.
| 소선거구 정수 289명 | 289 / 465 |

| 비례대표 정수 176명 | 176 / 465 |

## 원내 세력
의원들은 원내에서 회파(일본어: 会派 가이하[*], 대한민국의 교섭단체 격)를 구성하여 활동하는 경우가 대부분이다. 회파는 2명 이상의 의원으로 구성하는 원내 단체이다. 한 회파에 소속된 의원들은 같은 정당 소속인 경우가 대부분이지만, 2개 이상의 정당이 하나의 회파를 만들거나 정당과 무소속이 연합하여 회파를 만드는 경우도 있는데, 이를 "통일 회파"라 한다. 각 상임위원회별 위원 수, 발언·질문 시간 배분 등은 정당이 아닌 회파의 소속 의원 수에 따라 결정된다. 중참 양원 모두 관례에 따라 의장과 부의장은 회파에 소속되지 않는다.

## 조직과 구성

### 임원
일본국 헌법 제58조와 국회법 제16조에서는 의장, 부의장, 임시의장, 상임위원장, 사무총장의 5개의 직위를 국회의 임원으로 규정하고 있지만, 중의원에서는 이 외에도 특별위원장, 헌법조사회회장, 정치윤리심사회회장을 추가한 8개 직위를 ‘임원등(任員等/일본어: 役員等)’이라고 지칭하고 있다.

#### 의장 및 부의장
의장은 국회의 질서를 유지하고, 의사를 정리하며, 의원의 사무를 감독해, 의원을 대표한다. 부의장은 의장의 유고시나 결석시 의장의 직무를 대행한다. 각각 1명이다. 임기는 각각의 임기가 만료할 때까지다. 관례로 의장은 여당 제1당, 부의장은 야당 제1당의 소속의원에서 선출된다.
중의원 의장은 의회 소집일이나 의장이 부재한 경우에는 출석한 의원이 재적 의원의 3분의 1 이상일 때 사무총장이 의장 직무대행으로 진행한다. 의장의 선출은 무기명 투표로 진행되며, 과반수를 얻은 사람을 당선인으로 한다. 과반수를 얻은 사람이 없을 때에는 득표자의 상위 2명을 두고 결선투표를 진행한다. 결선투표에서 2명의 득표수가 같을 때에는 추첨으로 결정한다.
제50대 제국의회에서 의장은 불편부당하고 엄정공평해야 한다는 결의가 만장일치로 가결되었으며, 1973년 5월 29일 이후 의장은 관례로 당적을 이탈하여 무소속이 된다.

##### 의장의 권한
- 의원석의 위치를 지정
- 개회식의 일시 및 장소를 참의원 의장과 협의해 지정.
- 국회 폐회 중의 의원의 사직을 허가.
- 위원을 선임하고 사임을 허가.
- 개회중의 위원회 개최를 허가.
- 공청회 개최를 승인.
- 개회 시각을 변경.
- 오후 6시를 경과하였을 때의 연회(延會)를 선고.
- 발언을 통지하지 않은 사람이 발언할 경우 발언을 허가.
- 자신의 의석에서 발언하는 사람을 연단에서 발언하도록 허가.
- 기명 투표시의 투표시간을 제한.
- 7일을 넘지 않는 의원의 휴가를 허가.
- 의사당 내의 경찰권.
- 국회 내부의 현행범의 체포를 명령.
- 회의장 내의 질서를 어지럽힌 의원에게 퇴장을 명령.
- 회의장 또는 위원회실에 들어오는 사람의 지팡이 휴대를 허가.
- 연단으로 오르는 것을 허가.
- 모든 질서에 대해 문제를 결정.
- 벨을 울려 회의장을 조용하게 하는 것.
- 방청인의 신체 검사.
- 방청인 수의 제한.
- 가부동수시의 결재권.

#### 임시의장
국회법 제22조에서는 의장 및 부의장 모두 부재시에 임시의장을 선출해 의장의 직무를 대행하게 한다고 규정하고 있다.

#### 상임위원장
국회법 제48조에서는 위원장은 위원회의 의사를 정리하고 질서를 유지한다고 규정하고 있다.
상임위원장은 위원회 위원이 호선하거나 의장이 지명하여 선임된다고 규정되어 있지만 대개 각 계파간의 협의를 통해 위원장을 할당하고 후자를 이용하는 경우가 대부분이다.

##### 위원회의 종류
- 상임위원회
  - 내각위원회
  - 총무위원회
  - 법무위원회
  - 외무위원회
  - 재무금융위원회
  - 문부과학위원회
  - 후생노동위원회
  - 농림수산위원회
  - 경제산업위원회
  - 국토교통위원회
  - 환경위원회
  - 안전보장위원회
  - 국가기본정책위원회
  - 예산위원회
  - 결산행정감시위원회
  - 의원운영위원회
  - 징벌위원회
- 특별위원회
  - 재해대책특별위원회
  - 정치윤리의 확립 및 공직선거법개정에 관한 특별위원회
  - 오키나와 및 북방문제에 관한 특별위원회
  - 청소년문제에 관한 특별위원회
  - 국제 테러리즘의 방지 및 아국의 협력지원활동과 이라크 인도부흥지원활동 등에 관한 특별위원회
  - 북조선에 의한 납치문제 등에 관한 특별위원회
  - 일본국헌법에 관한 조사특별위원회
  - 교육기본법에 관한 특별위원회

#### 사무총장
사무총장은 의장의 감독 하에 의원의 사무를 통리하여 공문에 서명한다. 본회의에서 국회의원이 아닌 사람으로부터 선출하거나, 의장이 지명으로 선임하지만 후자가 대부분이다.

## 같이 보기
- 일본국 정부
  - 입법부
    - 국회
    - 참의원

  - 행정부
    - 일본 내각
    - 내각총리대신
    - 국무대신

  - 사법부
    - 일본의 재판소
    - 일본 최고재판소
- 일본 중의원의원 총선거
- 중의원 해산